# Bastuselet
Bastuselet är en bebyggelse vid östra stranden av Umeälven i Vindelns socken i Vindelns kommun. SCB avgränsade här från 2020 till 2023 en småort